# Polymona scurrilis
Polymona scurrilis är en fjärilsart som beskrevs av Hans Daniel Johan Wallengren 1865. Polymona scurrilis ingår i släktet Polymona och familjen tofsspinnare. Inga underarter finns listade i Catalogue of Life.